# Orchestra sinfonica radiofonica ucraina
L'orchestra sinfonica radiofonica ucraina (in ucraino Симфонічний оркестр Українського радіо?, Symfoničnyj orkestr Ukraïns'koho radio), precedentemente nota come orchestra sinfonica NRCU (in ucraino Симфонічний оркестр НРКУ?, Symfoničnyj orkestr NRKU), è l'orchestra di radiodiffusione della Radio ucraina dal 1929. Ora l'orchestra fa parte dell'emittente pubblica nazionale UA:PBC.
Il luogo delle prove nonché sede principale dei concerti dell'orchestra è la casa di registrazione della radio ucraina, situata a Kiev.

## Storia
La neonata orchestra del Radio-Center ucraina si esibì per la prima volta in pubblico il 5 ottobre 1929, seguita dal plauso della critica e fino ad oggi è considerata un momento importante della storia culturale ucraina. I migliori musicisti dell'ex capitale dell'Ucraina Kharkiv sono stati invitati a unirsi all'orchestra diretta da Yakiv Rozenshteyn . L'orchestra di 45 musicisti faceva parte del teatro radiofonico. Il suo primo ciclo sinfonico con opere di Pyotr Ilyich Tchaikovsky è iniziato subito dopo l'apertura il 14 ottobre con la sua quinta sinfonia e la terza suite orchestrale.
A causa dei cambiamenti politici e delle transizioni degli stagisti, l'orchestra si trasferì infine nella nuova capitale dell'Ucraina, Kiev, e aumentò il suo numero a 60 musicisti. Diventando presto l'unica orchestra sinfonica, supportata dal governo, dedicata esclusivamente alla musica sinfonica. Da allora l'orchestra ha continuato a trasmettere, concerti pubblici e registrazioni per l'Ucraina e le etichette musicali di tutto il mondo. In particolare le sue registrazioni video si sono rivelate un grande successo commerciale poiché i concerti sono stati considerati punti salienti della cultura nazionale ucraina.
I successi dell'orchestra nel preservare la tradizione musicale, dell'Ucraina in particolare e dell'Europa orientale in generale, producendo oltre 10.000 registrazioni di opere orchestrali, le hanno guadagnato il titolo di Honored Collective e concesso lo status accademico per meriti speciali nello sviluppo dell'arte musicale in Ucraina.
Nel corso degli anni l'orchestra ha collaborato con direttori di fama mondiale come Mykola Kolessa, Natan Rakhlin, Theodore Kuchar, Aram Gharabekian e molti altri, oltre a fare tournée in tutta Europa e in Asia, tra cui Germania, Italia, Francia, Spagna, Polonia, Corea del Sud, Iran e Algeria .

## Ex direttori d'orchestra
- Yakiv Rozenshteyn
- Herman Adler
- Mykhailo Kanersteyn
- Petro Polyakov
- Kostyantyn Simeonov
- Vadym Gnedash
- Volodymyr Sirenko
- Viatcheslav Blinov
- Volodymyr Sheiko (dal 2005)